# Que el viento sople a tu favor
Que el viento sople a tu favor es decimoséptimo sencillo de Mägo de Oz y el primero del álbum Gaia III: Atlantia.
El videoclip fue publicado el 5 de marzo. Su letra gira en torno a la piratería y también posee algunas metáforas sexuales. Musicalmente es muy parecido al tema «La posada de los muertos» del álbum Gaia II: La voz dormida, con ritmos folk muy animados, un solo de guitarra, estribillo pegadizo y un videoclip con ambiente de taberna.
El sencillo incluye además, como B-Sides, versiones de los temas «Gimme! Gimme! Gimme!», de ABBA y «Girls just want to have fun», de Cyndi Lauper.
En el decimocuarto álbum, Bandera Negra, posee una nueva versión de esta canción donde colabora Saurom.

## Lista de canciones
| N.º   | Título                                             | Duración |  |
| 1.    | «Que el Viento Sople a tu Favor»                   | 4:20     |  |
| 2.    | «Gimme! Gimme! Gimme!» (ABBA cover)                | 3:58     |  |
| 3.    | «Girls Just Want to Have Fun» (Cindy Lauper cover) | 3:30     |  |
| 11:48 |                                                    |          |  |

- Datos: Q6094127